# 1074-es busz
Az 1074-es jelzésű autóbusz egy országos autóbuszjárat volt, amely Budapestet kötötte össze Tiszafüreddel. 
Útvonalhossza Tiszafüred felé 173,0 km, menetideje 3 óra 45 perc (225 perc) volt, Budapest felé útvonalhossza 177,3 km, menetideje 4 óra (240 perc) volt. Naponta egy járatpár szállította az utasokat.
A 2020. július 1-jei menetrend módosításokkal vezették be.
A 2020. december 13-ai menetrendváltással a Volánbusz megszüntette az autóbuszvonalat.

## Megállóhelyei
| 0  | Budapest, Stadion autóbusz-pályaudvar végállomás | 26 | 1, 1M 75, 77, 80, 80A 95, 130, 195 396, 397, 398, 399, 400, 402, 410, 412, 414, 422, 424, 430, 432, 434, 435, 436, 437, 438, 439, 440, 441, 442, 485, 486 1020, 1021, 1024, 1031, 1032, 1034, 1037, 1039, 1040, 1045, 1046, 1049, 1050, 1051, 1052, 1054, 1057, 1060, 1061, 1063, 1067, 1068, 1069, 1070, 1075, 1076, 1077, 1078 |
| 1  | Budapest, Örs vezér tere                         | 25 | 3, 62, 62A 80, 81, 82 10, 31, 32, 44, 45, 67, 85, 85E, 97E, 131, 144, 161, 161A, 161E, 168E, 169E, 174, 176E, 231, 244, 276E, 277 907, 908, 931, 956, 990 410, 430, 440, 441, 484, 485, 486, 505, 510 1040, 1049, 1070, 1075, 1078                                                                                               |
| 2  | Budapest, Rákoskeresztúr városközpont            | 24 | 46, 97E, 98, 161, 161A, 161E, 162, 169E, 195, 198, 202, 202E, 262 956, 990, 998 484, 485, 486, 505, 506, 510 1070, 1075 |
| 3  | Tápiószecső, községháza                          | ∫  | 485, 486, 487, 493, 494, 496 1070, 1075 |
| 4  | Szentmártonkáta, templom                         | 23 | 491, 501, 502, 503 1070, 1075 |
| 5  | Nagykáta, templom                                | 22 | 491, 497, 498, 499, 500, 501, 502, 517, 520, 521, 525, 527, 529 1070, 1348, 1535 |
| 6  | Jászberény, vasútállomás                         | ∫  | 2, 3, 4, 6, 6A, 7, 9, 17, 18 498, 499, 503 1070, 1075, 1348, 1535 S820, Campus Expressz |
| 7  | Jászberény, autóbusz-állomás                     | 21 | 1, 2, 2A, 3, 4, 5, 6, 6A, 7, 8, 8A, 8Y, 9, 17, 18 498, 499, 503, 523 1070, 1075, 1076, 1077, 1078, 1348, 1362, 1376, 1378, 1443, 1466, 1467, 1469, 1515, 1532, 1535 3424, 3443, 3667, 3668, 3669, 4601, 4602, 4650, 4653, 4654, 4655, 4659, 4660, 4662, 4663, 4681, 4685, 4686                                                   |
| 8  | Jászjákóhalma, községháza                        | 20 | 1070, 1075, 1077, 1362, 1376, 1443, 1466 3424, 3443, 3668, 3669, 4653, 4654, 4655, 4659 |
| 9  | Jászapáti, autóbusz-állomás                      | 19 | 1070, 1075, 1077, 1362, 1376, 1443, 1466, 1514, 1517 3424, 3443, 3669, 4603, 4655, 4657, 4658, 4659, 4661 |
| ∫  | Jászapáti, Lehel utca                            | 18 | 1070, 1517 3424, 3443, 3669, 4655 |
| ∫  | Jászszentandrás, 6-os km kő                      | 17 | 1070, 1075 3424, 3443, 3669, 4655 |
| ∫  | Jászszentandrás, gépjavító                       | 16 | 1070, 1075, 1517 3424, 3443, 3669, 4655 |
| ∫  | Jászszentandrás, autóbusz-váróterem              | 15 | 1070, 1075, 1443, 1517 3424, 3443, 3669, 4655 |
| 10 | Jászapáti, Vasút út                              | ∫  | 1075, 1362, 1466 3443, 3669, 4603, 4655, 4657, 4658, 4659 |
| 11 | Heves, autóbusz-állomás                          | 14 | 1061, 1067, 1068, 1069, 1075, 1362, 1376, 1443, 1444, 1466, 1514, 1517 3424, 3434, 3441, 3442, 3443, 3444, 3550, 3560, 3561, 3665, 3666, 3669, 3670, 3689, 3695 |
| 12 | Heves, Hősök tere                                | 13 | 1061, 1067, 1068, 1069, 1075, 1362, 1376, 1443, 1444, 1466, 1517 3424, 3434, 3441, 3442, 3443, 3444, 3550, 3561, 3665, 3666, 3670, 3689, 3695 |
| 13 | Hevesvezekény, autóbusz-váróterem                | 12 | 3441, 3560 |
| 14 | Kisköre, Szent István park                       | 11 | 1069, 1075, 1346, 1443, 1444 3433, 3436, 3561 |
| 15 | Pusztataskony, szociális otthon                  | 10 | 1069, 1075, 1346, 1443, 1444 4613, 4760 |
| 16 | Abádszalók, vasútállomás bejárati út             | 9  | 1069, 1075, 1346 4613, 4760 |
| 17 | Abádszalók, vasbolt                              | 8  | 1069, 1075, 1444, 1516 4609, 4613, 4730, 4760 |
| 18 | Abádszalók, autóbusz-állomás                     | 7  | 1068, 1069, 1075, 1346, 1443, 1444, 1516 4609, 4613, 4730, 4731, 4760 |
| 19 | Abádszalók, Füredi út 87.                        | 6  | 1068, 1069, 1075 4609, 4613, 4730, 4760 |
| 20 | Tiszaderzs, vízmű                                | 5  | 1068, 1069, 1075 4613, 4730, 4760 |
| 21 | Tiszaderzs, községháza                           | 4  | 1068, 1069, 1075, 1516 4609, 4613, 4730, 4757, 4760 |
| 22 | Tiszaszőlős, autóbusz-váróterem                  | 3  | 1068, 1069, 1075, 1516 4609, 4613, 4701, 4757, 4760 |
| 23 | Tiszafüred, szövetkezeti bolt                    | 2  | 1068, 1069, 1075 4613, 4701, 4757, 4760 |
| 24 | Tiszafüred, posta                                | 1  | 1068, 1069, 1075, 1516 4609, 4613, 4701, 4757, 4760 |
| 25 | Tiszafüred, autóbusz-állomás végállomás          | 0  | 1 1068, 1069, 1075, 1301, 1343, 1344, 1375, 1377, 1447, 1448, 1468, 1516 3431, 4487, 4608, 4609, 4613, 4614, 4701, 4702, 4752, 4753, 4755, 4757, 4760 személyvonat |